# Emanuele Paternò

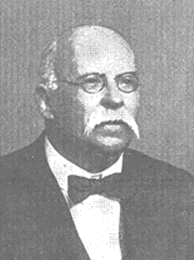
Emanuele Paternò

Emanuele Paternò di Sessa (* 12. Dezember 1847 in Palermo; † 18. Januar 1935 ebenda) war ein italienischer Chemiker, der unter anderen die Paternò-Büchi-Reaktion entdeckte.

## Leben und Werk
Paternò entstammte dem gleichnamigen Adelsgeschlecht, das auf das Haus Barcelona zurückgeht, und wurde als Marchese di Sessa geboren. Er studierte Chemie an der Universität Palermo bei Stanislao Cannizzaro. Im Jahr 1871 wurde er Dozent an der Universität Turin. Im folgenden Jahr ging er jedoch als Nachfolger von Cannizzaro zurück nach Palermo. 1892 wurde er Professor an der Universität Rom, wo er an photochemischen Aufgabenstellungen arbeitete und 1909 die Paternò-Büchi-Reaktion entdeckte. Diese wurde durch George Hermann Büchi im Jahre 1954 wesentlich verbessert. In seiner Zeit in Rom entdeckte er auch die Reaktion von Chlorgas und Kohlenmonoxid zu Phosgen an Aktivkohle.
Gemeinsam mit Stanislao Cannizzaro gründete er die Fachzeitschrift Gazzetta Chimica Italiana.  1910 wurde er zum korrespondierenden Mitglied der Bayerischen Akademie der Wissenschaften ernannt. Seit 1919 war er korrespondierendes und seit 1923 auswärtiges Mitglied der Académie des sciences.
Im Ersten Weltkrieg war er Präsident der vom italienischen Kriegsministerium instituierten Stickgaskommission. Auf Anregung der von Paternò vom August 1915 bis Juli 1916 angeführten Kommission wurde Phosgen als  Hauptkampfstoff des italienischen Heeres im Ersten Weltkrieg eingesetzt.
Paternò war auch politisch aktiv. Er war zwischen 1890 und 1892 Bürgermeister von Palermo und zwischen 1898 und 1914 Mitglied des Regionalparlaments. Er war auch Mitglied und Vizepräsident des Senats.